# Hrabstwo Putnam (Georgia)

Piramida wieku hrabstwa

Hrabstwo Putnam (ang. Putnam County) – hrabstwo w stanie Georgia, w Stanach Zjednoczonych. Jego siedzibą administracyjną jest Eatonton.

## Geografia
Według spisu z 2000 roku obszar całkowity hrabstwa obejmuje powierzchnię 360,63 mil2 (934,03 km²), z czego 344,53 mil2 (892,33 km²) stanowią lądy, a 16,10 mil2 (41,7 km²) stanowią wody.

### Miasta
- Crooked Creek (CDP)
- Eatonton

### Sąsiednie hrabstwa
- Hrabstwo Morgan (północ)
- Hrabstwo Greene (północny wschód)
- Hrabstwo Hancock (wschód)
- Hrabstwo Baldwin (południe)
- Hrabstwo Jones (południowy zachód)
- Hrabstwo Jasper (zachód)

## Demografia
Według spisu z 2020 roku liczy 22 tys. mieszkańców, co oznacza wzrost o 3,9% w porównaniu z poprzednim spisem z roku 2010. Według danych pięcioletnich z 2021 roku 71,1% to biali (65,8% nie licząc Latynosów), 26,1% czarnoskórzy lub Afroamerykanie, 1,5% miało rasę mieszaną, 0,6% Azjaci, 0,5% to rdzenna ludność Ameryki i 0,2% pochodziło z wysp Pacyfiku. Latynosi stanowili 6,6% populacji hrabstwa.

## Polityka
Hrabstwo jest przeważająco republikańskie, gdzie w wyborach prezydenckich w 2020 roku, 69,9% głosów otrzymał Donald Trump i 29,1% przypadło dla Joe Bidena. 